# Vergine velata
La Vergine velata è un busto in marmo di Carrara, realizzato a Roma dallo scultore Giovanni Strazza (1818-1875). Il soggetto dell'opera è la Vergine Maria e, sebbene non si sia in grado di indicare una datazione precisa, risulta probabile che essa risalga agli anni cinquanta del XIX secolo.
Il velo, scolpito nel marmo, è caratterizzato da un effetto di traslucidità; a tal proposito, la tecnica con la quale il busto è stato scolpito ricorda quella del Cristo velato di Giuseppe Sanmartino, realizzato nel 1753 e conservato a Napoli nella Cappella Sansevero.
La statua fu trasportata nella colonia inglese di Terranova nel 1856, così come riportato nel diario del vescovo John Thomas Mullock il 4 dicembre: "Ricevuta senza alcuna problematica da Roma, una bellissima statua della Beata Vergine Maria in marmo, (realizzata) da Strazza. Il volto è velato, e si intravedono l'aspetto e i lineamenti. È un perfetto gioiello d'arte."
La Vergine velata è stata quindi conservata nel Palazzo episcopale, accanto alla Basilica di San Giovanni Battista di Saint John's fino al 1862, anno in cui il vescovo Mullock ha mostrato il busto a Mary Magdalene O'Shaughnessy, Madre superiora del Presentation Convent. La scultura da quel momento si trova sotto la custodia delle Suore della Presentazione della Beata Vergine Maria di St. John's (detto anche San Giovanni di Terranova).
Nel contesto risorgimentale, la Vergine velata ha simboleggiato l'Italia unita.
Tra i contemporanei di Strazza, i busti velati erano un soggetto molto apprezzato: tra i più importanti scultori di tali opere troviamo Pietro Rossi e Raffaele Monti.